# Via metabólica
Em bioquímica, uma via metabólica é uma série de reações químicas onde uma reação fornece o substrato da reação seguinte sendo a reação seguinte dependente da anterior e em cada via deve haver no mínimo uma reação irreversível, se não houver essa etapa irreversível a via é considerada um ciclo fútil onde só há dissipação de energia. Em cada via, um composto químico é modificado por reações químicas. Estas reações são aceleradas por enzimas. Minerais, vitaminas e outros cofatores são muitas vezes necessários para que a enzima execute a sua atividade. Muitas vias são complexas. Várias vias metabólicas formam uma rede metabólica. As vias são necessárias para que o organismo mantenha a sua homeostase. Toda via possui uma etapa limitante, que é a reação mais lenta do processo. 
O metabolismo é a modificação passo a passo da molécula inicial, com vista a modificá-la até um outro produto. O resultado pode ser utilizado de diversas formas:
- Armazenando na célula.
- Uso imediato, como produto metabólico.
- Dar início a outra via metabólica.

As vias metabólica podem ser divididas em cíclicas, que ocorre quando os produtos são consumidos na própria via e o produto final é o próprio substrato inicial,  ou linear, possui um substrato inicial e um produto final diferentes, com produtos e substratos que podem ser utilizados em outras reações. E podem ser divididas quanto sua função em catabólicas (transforma um substrato em um produto por meio de degradação de moléculas, geralmente liberando mais energia do que consumindo) anabólicas (tem como objetivo a síntese de várias biomoléculas, geralmente consumindo mais energia do que liberando) e anfipáticas (funcionam tanto na degradação quanto na síntese das moléculas.
Um exemplo de via metabólica é a Glicólise.